# Rudník (Košice)
Rudník é um município da Eslováquia, situado no distrito de Košice-okolie, na região de Košice. Tem 23 km² de área e sua população em 2018 foi estimada em 628 habitantes.

## Demografia
| Ano:        | 1994 | 2004    | 2014   | 2024   |
| ----------- | ---- | ------- | ------ | ------ |
| Broj ljudi: | 675  | 607     | 605    | 624    |
| Razlika:    |      | -10,07% | -0,32% | +3,14% |

| Ano:               | 2023 | 2024   |
| ------------------ | ---- | ------ |
| Número de pessoas: | 622  | 624    |
| Diferença:         |      | +0,32% |